# Sultanaat Ahmednagar

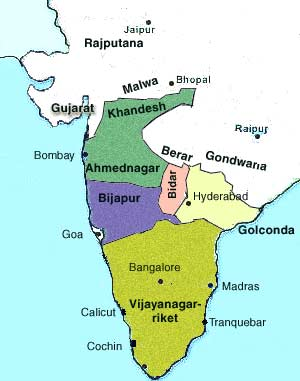
Historische landen in het zuiden van India, rond 1500. Het sultanaat Ahmednagar is donkergroen.

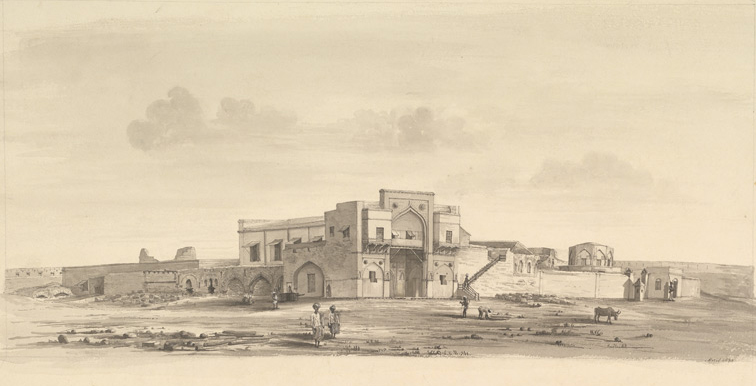
Het fort van Ahmednagar, pentekening rond 1885.

Het sultanaat Ahmednagar (Urdu: سلطنت احمدنگر) was in de late middeleeuwen (15e tot 17e eeuw) een sultanaat in de Deccan in Centraal-India. Hoewel de grote meerderheid van de bevolking hindoe was, werd het rijk geregeerd door islamitische sultans. In het noorden werd het begrensd door het sultanaat Gujarat en in het zuiden door het sultanaat Bijapur. Het sultanaat ontstond als afsplitsing van het Bahmanidenrijk in 1490. In 1636 werd het veroverd door de Mogols en aan hun rijk toegevoegd.

## Geschiedenis
In 1490, toen het Bahmanidenrijk aan interne onlusten ten onder ging, verklaarde de gouverneur van Junnar, Malik Ahmad, zich onafhankelijk.  In 1494 verhuisde de versbakken sultan zijn hof naar Ahmednagar, waar hij een stad liet bouwen. Na diverse pogingen veroverde hij Daulatabad in 1499. Zijn rijk omvatte ongeveer het westen en midden van de tegenwoordige Indiase deelstaat Maharashtra.
Malik Ahmad stichtte de Nizam Shahidynastie. Malik Ahmads opvolgers voerden vrijwel voortdurend oorlog met het sultanaat Bijapur om de hegemonie in de Deccan. Daarbij waren ze vaak verbonden met het sultanaat Golkonda en van 1543 tot 1553 zelfs met het door hindoeïstische radja's bestuurde Vijayanagararijk. In 1558 en 1561 werden gevoelige nederlagen tegen Bijapur geleden. In 1565 sloten de twee aartsvijanden echter samen met de sultanaten van Golconda en Bidar een pact tegen Vijayanagara, dat vernietigend verslagen werd in de Slag bij Talikota. Daarmee kwam een definitief einde aan de politieke invloed van Vijayanagara in de Deccan.
In 1572, tijdens de regering van Murtaza Nizam Shah I (1565-1588), viel Ahmednagar het veel kleinere sultanaat Berar binnen. In 1574 was de verovering van Berar compleet.
Aan het einde van de 16e eeuw was in het noorden een nieuwe, formidabele macht ontstaan in de vorm van het Mogolrijk. Mogolkeizer Akbar probeerde zijn macht over de Deccan uit te breiden en kwam daarbij in conflict met de sultans van Ahmednagar. In 1595 werd de hoofdstad Ahmednagar zonder succes belegerd. De toenmalige sultan, Bahadur Nizam Shah, was slechts een kind. De regentes Chand Bibi leidde de troepen van het sultanaat tegen de Mogols. Ahmednagar stemde daarop toe Berar af te staan aan de Mogols. Dit mocht echter niet baten. Na de dood van Chand Bibi in 1600 werd de hoofdstad Ahmednagar ingenomen door de Mogols en de sultan gevangengenomen.
Dit betekende nog niet het einde van het sultanaat. Generaal Malik Ambar bleef zich tegen de Mogols verzetten vanuit een nieuwe hoofdstad in Paranda. Hij benoemde Murtaza Shah II tot nieuwe sultan en zichzelf tot vizier. Tussen 1609 en 1612 boekte hij militaire successen die het voortbestaan van het sultanaat op de korte termijn veilig stelden. Daarbij wist hij bondgenoten te vinden in de sultanaten Bijapur en Golconda. Een gezamenlijk leger viel tussen 1616 en 1621 de Mogolprovincies Berar en Khandesh binnen. Nadat het bondgenootschap opbrak ging een groot deel van het op de Mogols gewonnen gebied echter weer verloren. In 1626 stierf Malik Ambar en zijn opvolgers waren niet in staat het verzet tegen de Mogols door te zetten. In 1633 bracht een Mogolleger onder de toenmalige prins Aurangzeb de beslissende nederlaag toe en werd het sultanaat in het Mogolrijk opgenomen.